# やさしすぎる悪魔
『やさしすぎる悪魔』（やさしすぎるあくま）は、赤川次郎による日本の推理小説。悪魔シリーズの第6作。漫画雑誌『サスペリアミステリー』（秋田書店）にて2004年1月号から12月号まで連載された。

## あらすじ
由利子・旭子・香子ら3人と由利子の妹・真由子は、軽井沢にある香子の家の別荘へ行く。だが、食事の用意をして待っているはずの管理人・福原千恵がおらず、部屋はひどく荒らされていた。嫌な予感を胸に敷地内を探すと果たして、胸を刺された千恵が庭に埋められていた。
幸いにも香子の素早い適切な対応のおかげで千恵は命を取り留めたが、犯人から再び狙われる可能性があるとして、身近な関係者以外には死亡したと発表された。
警察の発表を不審に思った犯人たちは、千恵が生きていると確信し、入院する病院に殺し屋を差し向ける。

## 登場人物
矢吹 由利子（やぶき ゆりこ）
花園学園高校2年生。
桑田 旭子（くわた あきこ）
花園学園高校2年生。抜群の演技力を持つ。
弘野 香子（ひろの きょうこ）
花園学園高校2年生。資産家令嬢。
矢吹 真由子（やぶき まゆこ）
由利子の妹。姉より可愛い。
暁 久美枝（あかつき くみえ）
花園学園高校の臨時教師。赴任前日、フレンチレストランで恋人の芝田と一悶着あった際に香子ら3人と会っている。
福原 千恵（ふくはら ちえ）
香子の別荘の管理人。何者かに刺され埋められるも、命を取り留めるが、殺し屋から狙われる。
市川 雅也（いちかわ まさや）
K大学助手。28歳。自称、千恵の婚約者。
大竹（おおたけ）
40歳前後の小柄な刑事。犬が苦手。
増田（ますだ）
20代後半の老けた印象の若い刑事。犬が苦手。
伊藤 ありさ（いとう ありさ）
千恵が入院する病院の看護師。
黒田（くろだ）
香子の別荘の近くの喫茶店〈B〉のオーナー。千恵も常連だった。